# 아브람 파파도풀로스
아브람 파파도풀로스(그리스어: Αβραάμ Παπαδόπουλος, 1984년 12월 3일 오스트레일리아 멜버른 ~ )는 그리스의 전 축구 선수이다. 현역 시절 포지션은 센터백이었다. 그는 2010년 남아프리카 공화국 월드컵에 참가한 바 있다.